# تريفور فيليبس (سياسي)
تريفور فيليبس (بالإنجليزية: Trevor Phillips)‏ هو سياسي بريطاني، ولد في 31 ديسمبر 1953 في المملكة المتحدة. حزبياً، نشط في حزب العمال.

## روابط خارجية
- تريفور فيليبس على موقع IMDb (الإنجليزية)
- تريفور فيليبس على موقع قاعدة بيانات الفيلم (الإنجليزية)